# 鐵線里 (臺南市)
23°15′N 120°15′E / 23.250°N 120.250°E

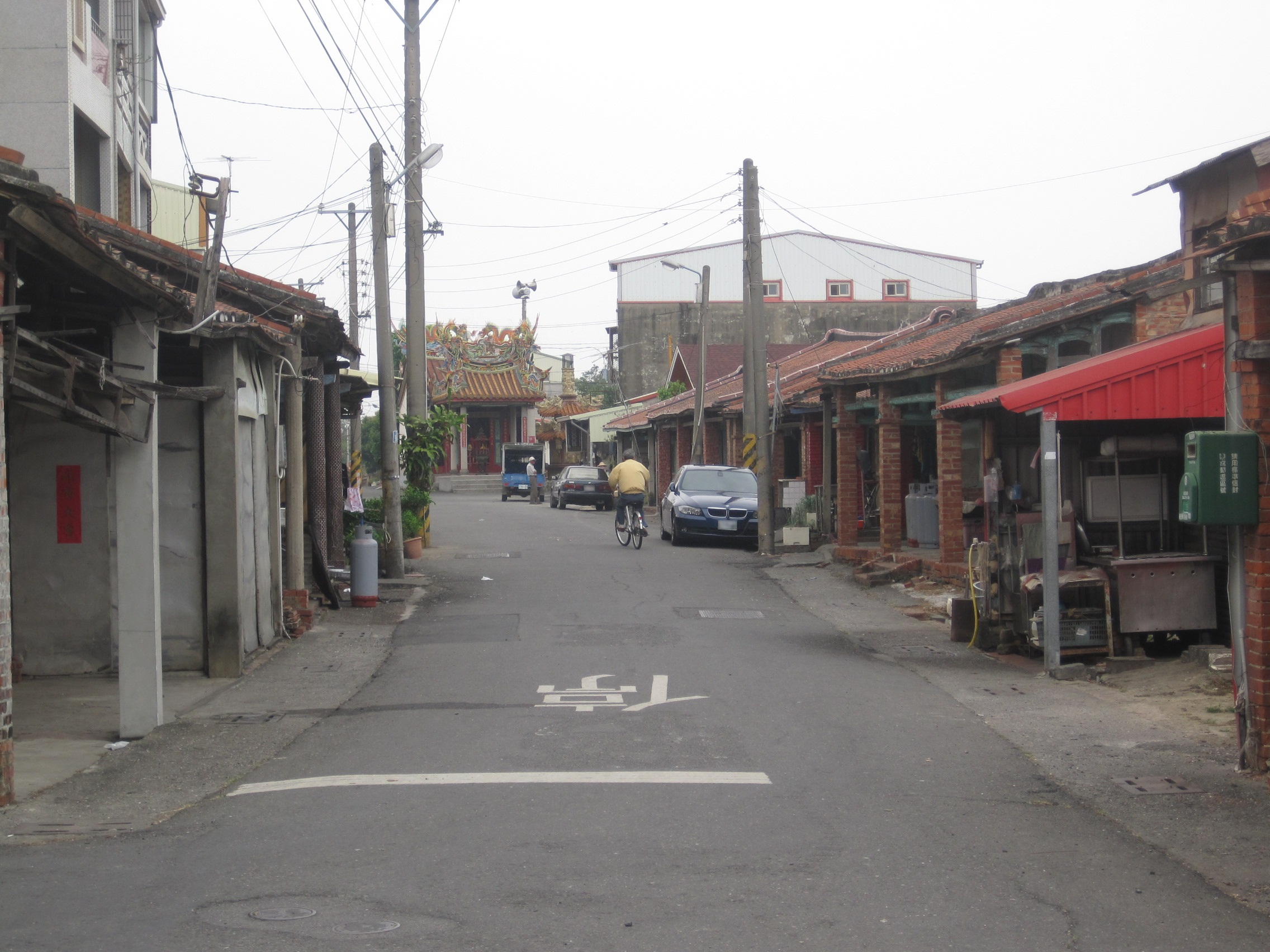
位在通濟宮與伽藍廟之間的老街，遠方的廟宇即伽藍廟。街屋有50多戶，原有的石板道已埋在目前路面下兩公尺處左右。

鐵線里位於臺灣臺南市新營區南端，名稱來自里內最大庄──鐵線橋庄，該聚落為新營最古老的聚落之一，東南兩面被急水溪環抱，主要聯外道路是臺19線甲線。當地地名在荷蘭時期稱為Terramisson，而在清康熙年間，「鐵線橋」三字便已經確定出現用以指稱當地。2018年1月29日，併入五興里。

## 里名由來
鐵線里之名來自里內大庄「鐵線橋庄」（今1－12鄰），「鐵線」一說是因為當地興建橋樑時有用上鐵線固定竹篾，橋因而名鐵線橋，庄名因此得來，另一說則認為名稱是音譯自西拉雅語，不過「鐵線橋」三字可確定在清康熙年間便已使用，如《臺灣府志‧卷六》（蔣毓英版）的「市廛」一章便有提到「鐵線橋：在茅港尾保」。鐵線橋也用來指當地的港口，如《續修臺灣府志》就曾提及：「昔時有倒風港分三支，一為麻豆港，一為茅港尾港，北為鐵線橋港」。另據學者翁佳音的考證：鐵線，是鐵汕的音譯，也就是當地的沙汕地，非常堅硬，如果有船隻不幸碰上，往往造成船隻損壞，因此稱之為「鐵汕」之名。
而關於橋樑，《諸羅縣志》記載：「同（康熙）五十五年，（諸羅）知縣周鍾瑄各建木橋，監生陳士俊自捐銀五十兩，募眾捐以助，兼董其事，堅緻牢實，四時皆無病涉以。」、《再重修鐵線橋碑記》（1766年）記載：「……前人刱造利渡，由木而竹，由竹而木，多歷年所澤云普矣！然屢修屢廢……」，可知當地確實有橋名「鐵線橋」，但建材是竹木。另外該橋曾在康熙六十一年（1722年）一度更名「通濟橋」，希望能讓橋北雨多的橋頭分些雨氣到橋南去，當地媽祖廟「通濟宮」之名亦因此而來。另外橋樑一開始是橫越通濟宮前的港道，後來在道光年間張丙事件時已經橫越急水溪，為鐵線橋保與茅港尾保之間的交通要道；在橋的南北有形成商街，故當地亦稱為「鐵線橋街」，而橋北稱為橋頭，屬於鐵線橋保，橋南則屬於茅港尾保，橋為兩保之界線，而日治時期雖然橋又變回冬春時架，夏秋改以竹筏渡溪的模式，但亦為新營郡、曾文郡之分界。
此外在鐵線橋庄東邊亦有一橋，冬春時架，夏秋改以竹筏渡溪，後來柳營望族劉崑煌曾購置義渡田，在此成立義渡。二次大戰後該橋仍是木便橋，庄民每年都捐田甲錢集資，由單數鄰與雙數鄰輪流架橋，約於農曆八月時架，隔年三、四月拆除，而此種情形一直持續到民國六十幾年（1970年代）興建混擬土橋後才停止。

## 沿革
鐵線里一帶明鄭時期在屬於天興縣開化里，入清之後改為諸羅縣開化里茅港尾保，而後約在雍正元年改隸自茅港尾保獨立出來的「鐵線橋保」，保頭在鐵線橋庄，轄急水溪東西21庄社；日治時期「鐵線橋保」改稱「鐵線橋堡」，並以通濟宮舊廟後方道路為界，以北為第一保，以南為第二保，另有三保「五間厝」、四保「姑爺」，後來在大正九年（1920年）改行州廳制後，今之鐵線里一帶隸屬於臺南州新營郡新營庄（1933年後為新營街），為底下的大字鐵線橋與秀才。二次大戰後即將兩個大字合併為今之鐵線里。

## 聚落

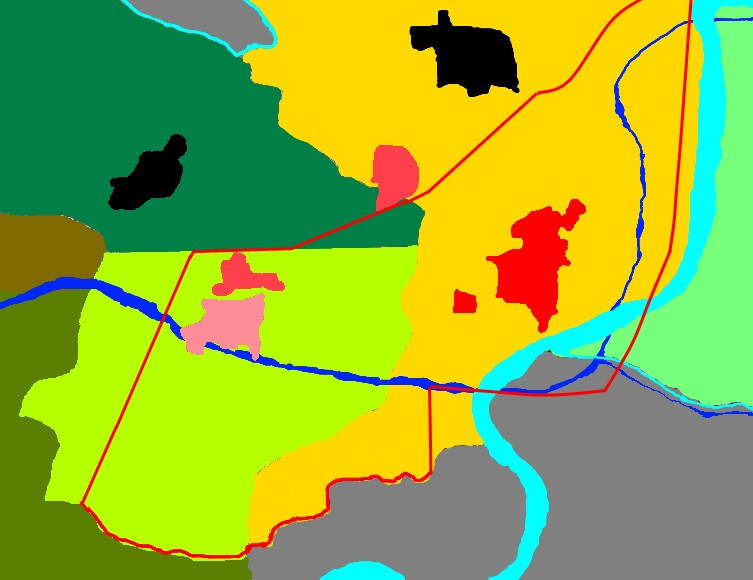
鐵線里過去的聚落分布（1904年左右），紅線為現在鐵線里的範圍：
聚落：
██ 鐵線橋庄，該庄左下處為山寮
██ 秀才庄（1904年），現已變為田地
██ 現在的秀才（左下）與新結（右上）
██ 圖左者為姑爺、右上角的是五間厝
區域：
██1904年急水溪河道
██ 今急水溪河道
██ 鐵線橋堡鐵線橋庄
██ 鐵線橋堡秀才庄
██ 鐵線橋堡姑爺庄
██ 鐵線橋堡竹仔腳庄
██ 鐵線橋堡坔頭港庄
██ 鐵線橋堡八老爺庄
██ 圖上方處為太子宮堡（下角帶圍庄），右下角處為茅港尾東堡（蔴荳藔庄）與茅港尾西堡（十六甲庄、大敦藔庄）

- 鐵線橋：為鐵線里1－12鄰，清朝時有鐵線橋港，交通便利，西北通鹽水港，東有急水溪街、下茄苳街，南有茅港尾街、蔴荳港街，人口最多時達到一千多戶，亦為兵家必爭之地，林爽文事件中亦受波及，而道光十二年（1832年）張丙事件時，張丙即在此與官兵作戰，而在1895年乙未戰爭時，日軍曾在此與民軍對戰[註 4][5][3]。日治時期此地有魚行一間、麵粉工廠三座、碾米廠31座、糖廍3個、雜貨店六間、油車二間，並有戲館及客棧，但後來因急水溪氾濫改道、縱貫路與縱貫鐵路的闢建，使該庄的地位被新營庄所取代而沒落[註 5][5]。庄廟為通濟宮，昔時廟東有戲館、廟西有鹽館、廟南有牛墟[3]，有四大角頭，分別是庄中「媽祖廟角」、北邊「伽藍廟角」（角頭廟伽藍廟）、西邊「土地公廟角」（角頭廟土地公廟現位於活動中心內）和南邊的「橋南角」[10]，後來亦納入山寮角[5]。該聚落過去以李、蘇為大姓，現以柯姓居民居多[5]。
  - 山寮：名稱是指「野外」，原本是在鐵線橋庄之外新發展的角頭聚落，是一柯姓居民從鐵線橋庄遷出後在西邊開墾的聚落，現已與鐵線橋庄連在一起[5]。角頭廟為開山宮，主祀神農大帝，廟內並設有柯姓宗祠[5]。鐵線橋柯姓開基祖生有三子，大房房頭祖因貧窮而將房地抵債，從庄中遷居山寮，之後生五子，一子早夭，由其餘四子分四房繁衍；而開基祖次子（二房）則遷居下營，三子（三房）無嗣[8]。
- 秀才：為鐵線里13－14鄰，相傳因當地曾有秀才王媽寶而得名，居民以蔡、徐為大姓，多來自於龜仔園、義竹[5]。該庄有部分居民因急水溪氾濫，遷往北邊形成今天位在五興里的新結庄，故又人有將秀才庄稱為舊秀才，新結庄稱為新秀才[5]。

## 設施

### 寺廟
- 鐵線橋通濟宮
- 伽藍廟：主祀伽藍尊王，配祀范、謝將軍[8]，目前的廟宇建築是民國五十七年（1968年）所建[3]。皇民化運動時期，主神神像被藏起來，由假神像與因太大尊藏不起來的通濟宮東西媽神像一起被交到新營郡役所，後因東西媽神像顯神蹟而被送回[8]。
- 開山宮

### 學校
- 臺南市新營區新橋國民小學

## 歷屆里長
以下所列者為歷屆里長：
| 屆次       | 姓名           | 選舉日期       | 備註                                   |
| ---------- | -------------- | -------------- | -------------------------------------- |
| 新營鎮時期 | 新營鎮時期     | 新營鎮時期     | 第一屆時為鐵線橋里，後改為今名。       |
| 1          | 李漏稅         | 1946年4月3日   | 副里長蘇仙助                           |
| 2          | 蘇仙助         | 1948年3月30日  | 副里長李漏稅                           |
| 3          | 蘇仙助         | 1950年9月3日   |                                        |
| 4          | 蘇仙助         | 1952年12月14日 |                                        |
| 5          | 蘇仙助         | 1955年4月17日  |                                        |
| 6          | 蘇仙助         | 1958年5月4日   |                                        |
| 7          | 蘇仙助         | 1961年5月7日   |                                        |
| 8          | 李天得         | 1965年4月25日  |                                        |
| 9          | 梁來旺         | 1969年4月28日  |                                        |
| 10         | 梁來旺         | 1973年10月6日  |                                        |
| 11         | 即新營市第一屆 | 即新營市第一屆 | 即新營市第一屆                         |
| 新營市時期 |                |                |                                        |
| 1          | 柯永發         | 1978年6月17日  | 1981年12月25日前為新營鎮時期第11屆里長 |
| 2          | 梁來旺         | 1982年6月12日  |                                        |
| 3          | 江炳昌         | 1986年6月14日  |                                        |
| 4          | 柯啟明         | 1990年6月16日  |                                        |
| 5          | 柯啟明         | 1994年7月16日  |                                        |
| 6          | 梁來旺         | 1998年6月13日  |                                        |
| 7          | 蔡玉輝         | 2002年6月8日   |                                        |
| 8          | 趙元雄         | 2006年6月10日  |                                        |
| 新營區時期 |                |                |                                        |
| 1          | 趙元雄         | 2010年11月27日 |                                        |
| 2          | 沈志宸         | 2014年12月25日 |                                        |